# Пожар в жилом доме Гаосюна (2021)
Пожар в жилом доме Гаосюна — серьёзный пожар, произошедший 14 октября 2021 года в тринадцатиэтажном жилом доме города Гаосюн, Тайвань. Пожар унёс жизни 46 человек, что сделало его самым смертоносным в Тайване с 1995 года. По данным Би-би-си в больницы города доставили до 79 человек, 14 из которых находятся в тяжёлом состоянии.

## Сведения о здании
Пожар возник в тринадцатиэтажном доме, расположенном в районе Яньчэн города Гаосюн, Тайвань.
Мэр Гаосюна Чэнь Чимай заявил, что в здании ранее размещался кинотеатр, а также рестораны и караоке-залы, но во время пожара они были частично заброшены. В правительстве также рассказали, что зданию было около 40 лет.
На нижних и подземных этажах располагались магазины. На двух подземных этажах, а также с первого по пятый этаж никто не проживал, в то время как между седьмым и одиннадцатым этажами насчитывалось около 120 домохозяйств. Начальник пожарной охраны Ли Чинсю заявил, что большинство жителей были пожилыми или страдали физическими недугами.
За месяц до пожара в здании установили огнетушители, но лишь на трёх этажах из тринадцати. Это связано с нехваткой средств.
В 1999 году здание пострадало от другого пожара, при этом никто не погиб.

## Пожар

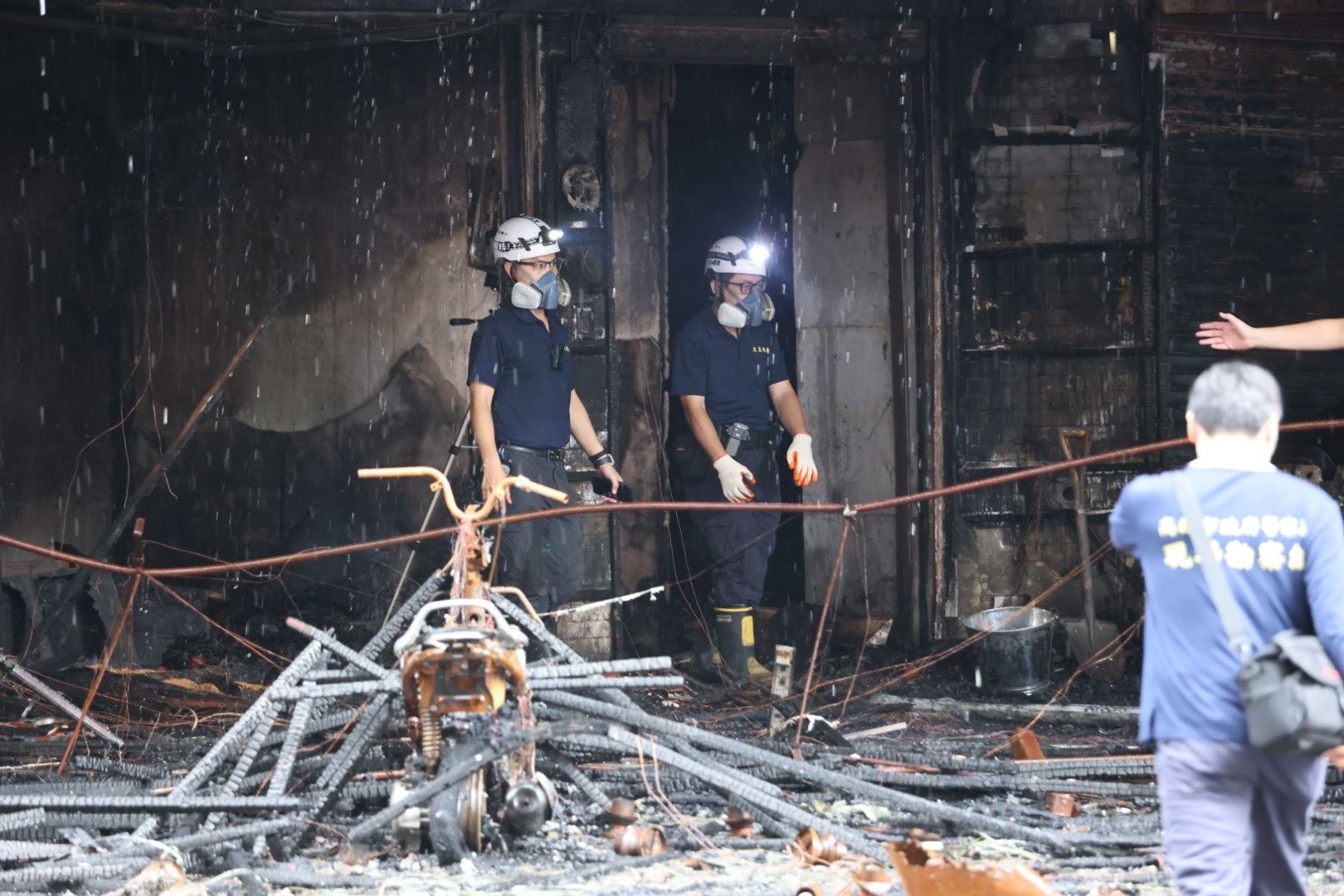
Последствия пожара

Пожарная служба города заявила, что первое сообщение о пожаре поступило в 02:54 по местному времени. Предполагается, что пожар вспыхнул на первом этаже здания.
Один из выживших рассказал, что после начала пожара увидел большое количество чёрного дыма. Многие жители заявили, что перед началом пожара слышали хлопок, похожий на взрыв.
На место прибыли 159 пожарных и 75 пожарных машин. К 7:17 пожар был полностью ликвидирован. К полудню из здания было эвакуировано по меньшей мере шестьдесят два человека в возрасте от восьми до восьмидесяти трёх лет.
Большое количество мусора на нижних этажах могло существенно увеличить скорость распространения пожара.

## Жертвы и раненые

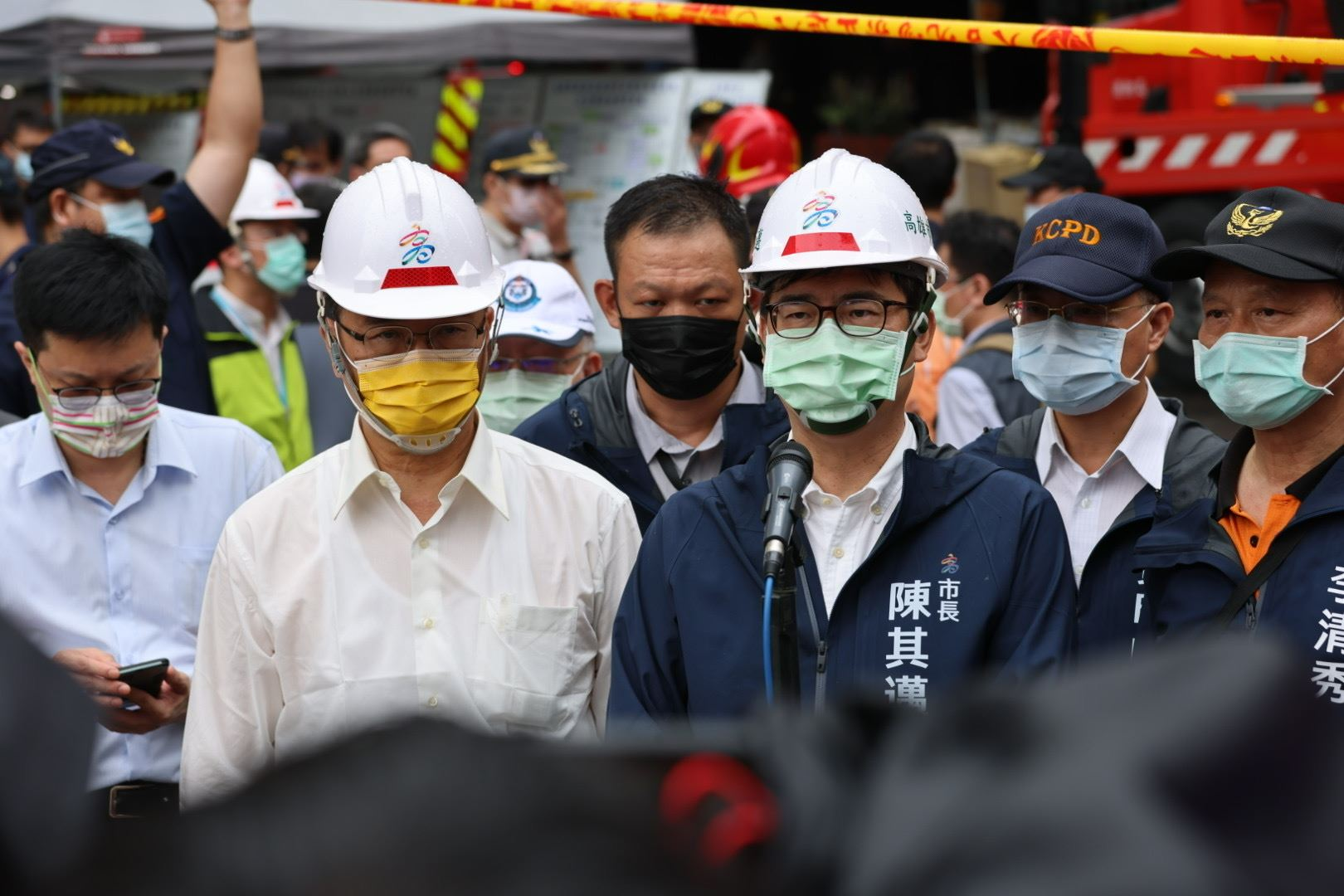
Мэр Гаосюна даёт комментарии насчёт пожара

В пожаре погибло по меньшей мере 46 человек, 32 из которых скончались на месте происшествия, а еще 14 скончались в больнице. Би-би-си сообщает, что ещё около 79 человек были доставлены в местные больницы, причем 14 из них находятся в тяжёлом состоянии. Средний возраст погибших — 62 года.

## Реакция
Президент Тайваня Цай Инвэнь попросила правительство оказать помощь при переселении жителей сгоревшего дома. 

## Расследование
Власти распорядились провести расследование, чтобы определить причину пожара, и не исключили версии поджога здания. Были опрошены четыре свидетеля.
Мужчина с фамилией Куо и женщина с фамилией Хуан были задержаны районной прокуратурой Гаосюна. После допроса Куо был выпущен под залог.